# Miantochora gumppenbergi
Miantochora gumppenbergi är en fjärilsart som beskrevs av Heinrich Benno Möschler 1887. Miantochora gumppenbergi ingår i släktet Miantochora och familjen mätare. Inga underarter finns listade i Catalogue of Life.